# Owen Wilson
Owen Cunningham Wilson (Dallas, 18 de noviembre de 1968) es un actor, comediante y guionista estadounidense. Como guionista estuvo nominado al Óscar al mejor guion original por la película The Royal Tenenbaums (2001), escrito junto a Wes Anderson, con quien ha colaborado como actor en varias de sus películas.
Forma parte de Frat Pack, un conjunto de actores de comedias cinematográficas de mayor recaudación de finales de los años 1990 y los años 2000. En su caso ha participado en las trilogías de Meet the Parents (2000-2010) y Night at the Museum (2006-2014), así como en las dos películas de Zoolander (2001-2016), además de las aclamadas Wedding Crashers (2005), You, Me and Dupree (2006), The Big Year (2011) y The Internship (2013).

## Infancia y juventud

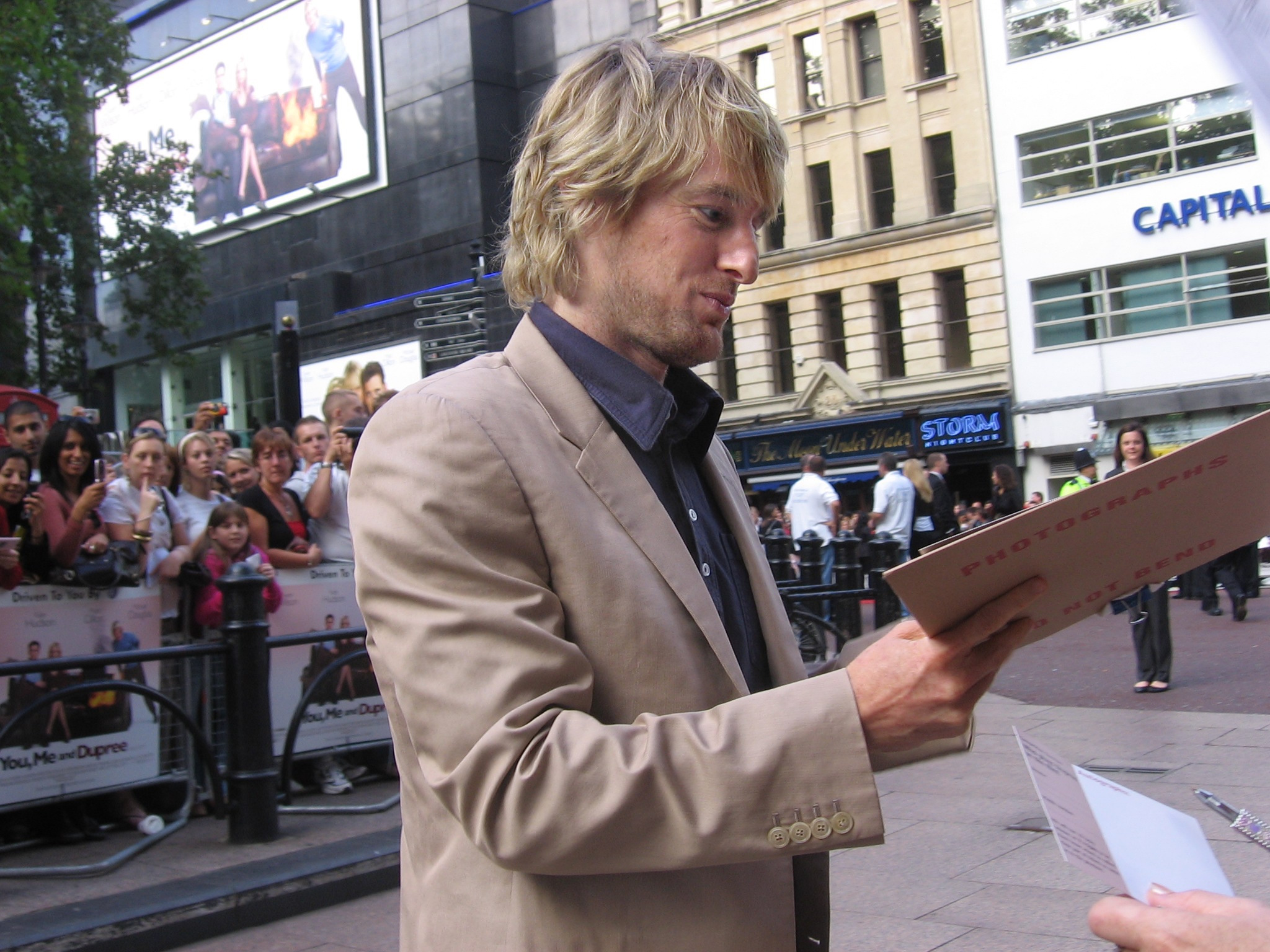
Owen Wilson en Londres en 2006.

Wilson nació en Dallas, Texas, hijo de la fotógrafa Laura Cunningham Wilson y Robert Andrew Wilson, un ejecutivo de publicidad y operador de una emisora de televisión local. Su familia es católica y de ascendencia irlandesa. Cuando tuvo suficiente edad, se mudó a Los Ángeles para poder desarrollarse como actor junto a sus hermanos Luke y Andrew Wilson, también actores. Su madre ha producido cuatro libros de fotografías y trabajó como asistente de Richard Avedon mientras éste fotografiaba para su serie In the American West.

## Carrera profesional
Wilson hizo su debut cinematográfico actuando en el cortometraje de Wes Anderson Bottle Rocket (1994), que luego se expandió en el largometraje Bottle Rocket (1996), que coescribió con Anderson. Ese mismo año, tuvo un papel secundario en la comedia negra dirigida por Ben Stiller The Cable Guy (1996), protagonizada por Jim Carrey. En 1997, tuvo un papel en el thriller de aventuras Anaconda y fue productor ejecutivo de la comedia de James L. Brooks As Good as It Gets. En 1998, Wilson tuvo papeles en la película de ciencia ficción Armageddon y en la película dramática independiente Permanent Midnight. También se reunió con Anderson para coescribir el guion de las siguientes dos películas del director: Rushmore y The Royal Tenenbaums, por esta última obtuvieron una nominación al Óscar al mejor guion original. Después de aparecer en papeles secundarios, en 1999, protagonizó la película de terror The Haunting, y el thriller The Minus Man, en la que su futura novia, la cantante Sheryl Crow, fue coprotagonista.
Su fama y trabajo aumentó a partir de que Wilson protagonizase la película de acción y comedia Shanghai Noon de 2000 junto a Jackie Chan y la comedia Zoolander (2001) junto a Ben Stiller y Will Ferrell. Más tarde, Wilson se asoció con Vince Vaughn en la película de comedia de 2005 Wedding Crashers, que recaudó más de 200 millones de dólares solo en los Estados Unidos. También en 2005, colaboró con sus hermanos en The Wendell Baker Story, escrita por Luke y dirigida por Luke y Andrew. En 2006, prestó su voz en la película de Disney Pixar Cars como el protagonista Rayo McQueen, al que volvió a interpretar en sus secuelas Cars 2 (2011) y Cars 3 (2017). También ese año, protagonizó y produjo la cinta You, Me and Dupree con Kate Hudson como coprotagonista; apareció también en forma de cameo en Night at the Museum como el vaquero Jedediah, al que volvió a interpretar con mayor peso en las siguientes películas Night at the Museum: Battle of the Smithsonian (2009) y Night at the Museum: Secret of the Tomb (2014). En 2008 obtuvo el papel de John Grogan en la cinta familiar Marley & Me, junto a Jennifer Aniston, que se convirtió en éxito cinematográfico.
En 2011, Wilson interpretó a un escritor nostálgico en la comedia romántica Midnight in Paris, escrita y dirigida por Woody Allen. La película se estrenó en el Festival Internacional de Cine de Cannes de 2011 con gran éxito de crítica. Por su actuación, obtuvo una nominación al Globo de Oro al mejor actor de comedia o musical. Ese mismo año, protagonizó la película The Big Year, una adaptación del libro de Mark Obmascik The Big Year: A Tale of Man, Nature and Fowl Obsession. 
En 2013 volvió a protagonizar una comedia junto a Vince Vaughn, The Internship, que trata de dos adultos sin trabajo que buscan ser becarios de Google. En 2014, Wilson apareció en la aclamada comedia de Wes Anderson The Grand Budapest Hotel y en la adaptación del libro de Paul Thomas Anderson Inherent Vice. Durante esos años, interpretó a un padre suburbano en el drama Wonder (2017) y coprotagonizó junto a Ed Helms la comedia Father Figures (2017), además de protagonizar la comedia romántica Marry Me junto a Jennifer Lopez y participar en la adaptación de 2023 de la cinta Haunted Mansion. En 2021 se reunió con Wes Anderson para participar en su película The French Dispatch.
Protagonizó por primera vez una serie de televisión a partir de 2021 con Loki, interpretando a Mobius M. Mobius, dentro del Universo cinematográfico de Marvel.

## Vida personal

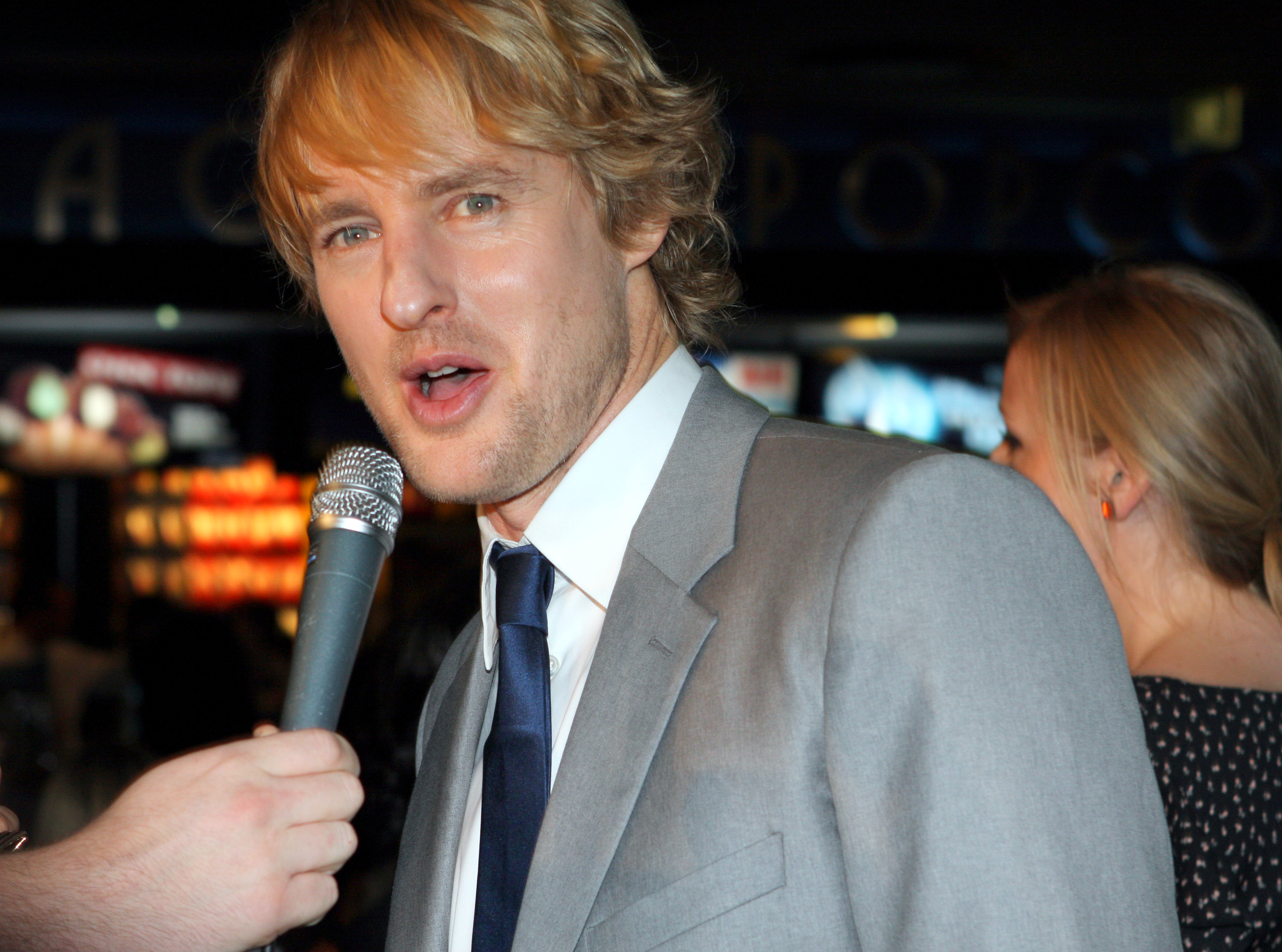
Owen Wilson en 2011.

En 2002 su exnovia, Sheryl Crow, lanzó su álbum C'mon C'mon, que cuenta con la canción «Safe and Sound», un relato autobiográfico de la relación de ambos. El 26 de agosto de 2007, Wilson fue llevado al Hospital St. John en Santa Mónica, California, después de que se informara que habría intentado suicidarse en su casa de dicha ciudad, cortándose las venas; el hecho fue confirmado luego por un miembro del Departamento de Policía de Santa Mónica. Tras ser estabilizado en St. John, Wilson fue trasladado al Centro Médico Cedars-Sinai en Los Ángeles, donde se declaró que el actor sufría un episodio severo de depresión.
El 27 de agosto de 2007, Wilson ofreció una declaración a la prensa en la que dijo: «Pido respetuosamente a los medios que, en estos momentos difíciles, me dejen recibir el cuidado y la ayuda que necesito de forma privada». El 29 de agosto de 2007, Wilson abandonó el rodaje de Tropic Thunder, en el que trabajaba como actor y productor junto a su amigo y frecuente colaborador, Ben Stiller.
El 10 de enero de 2011, Owen Wilson y Jade Duell fueron padres por primera vez de un niño al cual llamaron Robert Ford Wilson, nacido en Hawái. Actualmente, Jade Duell es exnovia de Wilson, aunque tienen buena relación. Nuevamente, el 30 de enero de 2014, fue padre, por segunda vez, de Finn Lindqvist Wilson, fruto de una serie de encuentros con su entrenadora personal Caroline Lindqvist, una mujer casada que aún no se había divorciado de su anterior pareja. Tuvo una tercera hija en octubre de 2018 con su ahora exnovia Varunie Vongsvirates.

## Filmografía

### Cine
| Año  | Título                                         | Papel                    | Notas                                    |
| ---- | ---------------------------------------------- | ------------------------ | ---------------------------------------- |
| 1994 | Bottle Rocket                                  | Dignan                   | Cortometraje                             |
| 1996 | Bottle Rocket                                  | Dignan                   | También escritor                         |
| 1996 | The Cable Guy                                  | Cita de Robin            |                                          |
| 1997 | Anaconda                                       | Gary Dixon               |                                          |
| 1997 | As Good as It Gets                             | —                        | Productor asociado                       |
| 1998 | Armageddon                                     | Oscar Choice             |                                          |
| 1998 | Permanent Midnight                             | Nicky                    |                                          |
| 1998 | Rushmore                                       | —                        | Coescritor; aparición en una fotografía. |
| 1999 | The Haunting                                   | Luke Sanderson           |                                          |
| 1999 | Breakfast of Champions                         | Monte Rapid              |                                          |
| 1999 | The Minus Man                                  | Vann Siegert             |                                          |
| 2000 | Shanghai Noon                                  | Roy O'Bannon             |                                          |
| 2000 | Meet the Parents                               | Kevin Rawley             |                                          |
| 2001 | Zoolander                                      | Hansel McDonald          |                                          |
| 2001 | The Royal Tenenbaums                           | Eli Cash                 | También escritor                         |
| 2001 | Behind Enemy Lines                             | Tte. Chris Burnett       |                                          |
| 2002 | I Spy                                          | Alex Scott               |                                          |
| 2002 | The Sweatbox                                   | Él mismo                 | Película documental                      |
| 2003 | Shanghai Knights                               | Roy O'Bannon             |                                          |
| 2003 | Yeah Right!                                    | Él mismo                 | Cameo                                    |
| 2004 | The Big Bounce                                 | Jack Ryan                |                                          |
| 2004 | Starsky & Hutch                                | Ken Hutchinson           |                                          |
| 2004 | Around the World in 80 Days                    | Wilbur Wright            |                                          |
| 2004 | The Life Aquatic with Steve Zissou             | Ned Plimpton             |                                          |
| 2004 | Meet the Fockers                               | Kevin Rawley             |                                          |
| 2005 | The Wendell Baker Story                        | Neil King                |                                          |
| 2005 | Wedding Crashers                               | John Beckwith            |                                          |
| 2006 | Cars                                           | Rayo McQueen             | Voz                                      |
| 2006 | Mater and the Ghostlight                       | Rayo McQueen             | Voz; Cortometraje                        |
| 2006 | You, Me and Dupree                             | Randolph Dupree          | También productor                        |
| 2006 | Night at the Museum                            | Jedediah Smith           | No acreditado                            |
| 2007 | The Darjeeling Limited                         | Francis Whitman          |                                          |
| 2008 | Drillbit Taylor                                | Drillbit Taylor          |                                          |
| 2008 | Marley & Me                                    | John Grogan              |                                          |
| 2009 | Night at the Museum: Battle of the Smithsonian | Jedediah Smith           |                                          |
| 2009 | Fantastic Mr. Fox                              | Entrenador Skip          | Voz                                      |
| 2010 | Marmaduke                                      | Marmaduke                | Voz                                      |
| 2010 | How Do You Know                                | Matty Reynolds           |                                          |
| 2010 | Little Fockers                                 | Kevin Rawley             |                                          |
| 2011 | Hall Pass                                      | Richard «Rick» Mills     |                                          |
| 2011 | Midnight in Paris                              | Gil Pender               |                                          |
| 2011 | Cars 2                                         | Rayo McQueen             | Voz                                      |
| 2011 | The Big Year                                   | Kenny Bostick            |                                          |
| 2013 | The Internship                                 | Nick Campbell            |                                          |
| 2013 | Free Birds                                     | Reggie                   | Voz                                      |
| 2013 | Are You Here                                   | Steve Dallas             |                                          |
| 2014 | El Gran Hotel Budapest                         | M. Chuck                 |                                          |
| 2014 | The Hero of Color City                         | Ricky The Dragon         | Voz                                      |
| 2014 | Inherent Vice                                  | Coy Harlingen            |                                          |
| 2014 | Night at the Museum: Secret of the Tomb        | Jedediah Smith           |                                          |
| 2015 | She's Funny That Way                           | Arnold Albertson         |                                          |
| 2015 | No Escape                                      | Jack Dwyer               |                                          |
| 2016 | Zoolander 2                                    | Hansel McDonald          |                                          |
| 2016 | Masterminds                                    | Steve Chambers           |                                          |
| 2017 | Lost in London                                 | Él mismo                 |                                          |
| 2017 | Cars 3                                         | Rayo McQueen             | Voz                                      |
| 2017 | Wonder                                         | Nate Pullman             |                                          |
| 2017 | Father Figures                                 | Kyle Reynolds            |                                          |
| 2021 | Bliss                                          | Greg Wittle              |                                          |
| 2021 | The French Dispatch                            | Herbsaint Salzerac       |                                          |
| 2022 | Marry Me                                       | Charlie Gilbert          |                                          |
| 2022 | El cuartel secreto                             | Jack Kincaid / The Guard |                                          |
| 2023 | Ant-Man and the Wasp: Quantumania              | Mobius M. Mobius         | Cameo sin acreditar                      |
| 2023 | Paint                                          | Carl Nargle              |                                          |
| 2023 | Haunted Mansion                                | Padre Kent               |                                          |

### Televisión
| Año       | Título                                  | Papel                          | Notas                                               |
| --------- | --------------------------------------- | ------------------------------ | --------------------------------------------------- |
| 1999      | Heat Vision and Jack                    | Heat Vision                    | Voz; cortometraje televisivo                        |
| 2001      | King of the Hill                        | Rhett Van Der Graaf            | Voz; episodio: «Luanne Virgin 2.0»                  |
| 2010      | Community                               | Líder de otro grupo de estudio | Episodio: «Investigative Journalism»; sin acreditar |
| 2013      | Drunk History                           | John Harvey Kellogg            | Episodio: «Detroit»                                 |
| 2014      | Cars Toons: Tales From Radiator Springs | Rayo McQueen                   | Voz; episodio: «The Radiator Springs 500 ½»         |
| 2016      | Saturday Night Live                     | Hansel McDonald                | Episodio: «Larry David/The 1975»                    |
| 2019      | Documentary Now!                        | Padre Ra-Shawbard              | Episodio: «Batsh*t Valley» (2 partes)               |
| 2021-2023 | Loki                                    | Mobius M. Mobius               | Personaje principal                                 |
| 2022      | Cars on the Road                        | Rayo McQueen                   | Voz; 9 episodios                                    |
| 2024      | LEGO Pixar: Bricktoons                  | Rayo McQueen                   | Voz                                                 |

### Videojuegos
| Año  | Título                                | Papel        |
| ---- | ------------------------------------- | ------------ |
| 2006 | Cars                                  | Rayo McQueen |
| 2012 | Kinect Rush: A Disney-Pixar Adventure | Rayo McQueen |
| 2014 | Cars: Fast as Lightning               | Rayo McQueen |
| 2018 | Lego The Incredibles                  | Rayo McQueen |

## Premios y nominaciones

### Premios Óscar
| Año  | Categoría            | Trabajo nominado     | Resultado |
| ---- | -------------------- | -------------------- | --------- |
| 2001 | Mejor guion original | The Royal Tenenbaums | Nominado  |

### Globos de Oro
| Año  | Categoría                       | Trabajo nominado  | Resultado |
| ---- | ------------------------------- | ----------------- | --------- |
| 2011 | Mejor actor - Comedia o musical | Midnight in Paris | Nominado  |

### Premios BAFTA
| Año  | Categoría            | Trabajo nominado     | Resultado |
| ---- | -------------------- | -------------------- | --------- |
| 2001 | Mejor guion original | The Royal Tenenbaums | Nominado  |